# Xenolepidichthys dalgleishi
Xenolepidichthys dalgleishi is een straalvinnige vissensoort uit de familie van papierschubvissen (Grammicolepididae). De wetenschappelijke naam van de soort is voor het eerst geldig gepubliceerd in 1922 door Gilchrist.